# Bảo hiểm vật nuôi
Bảo hiểm vật nuôi hay bảo hiểm thú cưng (Pet Insurance) là một chính sách bảo hiểm được mua bởi chủ sở hữu vật nuôi giúp giảm chi phí chung của các hóa đơn đắt đỏ về thú y. Bảo hiểm thú cưng cũng tương tự như chính sách bảo hiểm y tế cho con người. Bảo hiểm thú cưng sẽ chi trả, toàn bộ hoặc một phần, các quá trình thuộc về thú y thường tốn kém. Cùng với nhiều xu hướng tăng trưởng trong thị trường thú cưng, một trong những động lực lớn nhất là thay đổi nhận thức về vai trò của vật nuôi. Thú cưng hiện đang được xem rộng rãi như một thành viên không thể thiếu trong gia đình. Do đó, việc đảm bảo rằng chúng được bảo hiểm đúng cách cho các vấn đề y tế là điều hợp lý. Chó là một trong những loại thú cưng được người Mỹ mua bảo hiểm nhiều nhất. 

## Tổng quan
Bảo hiểm thú nuôi thanh toán một phần hoặc toàn bộ chi phí điều trị thú y cho vật nuôi bị bệnh hoặc bị thương của người được bảo hiểm. Một số chính sách sẽ thanh toán khi vật nuôi chết hoặc nếu vật nuôi bị thất lạc hoặc vật nuôi bị đánh cắp. Khi ngành y tế thú y ngày càng sử dụng nhiều thuốc và kỹ thuật y tế đắt tiền, đồng thời chủ sở hữu kỳ vọng cao hơn vào việc chăm sóc sức khỏe và mức sống của thú cưng so với trước đây, thị trường bảo hiểm vật nuôi đã có cái sự tăng trưởng lên. Nhiều chủ sở hữu vật nuôi tin rằng bảo hiểm vật nuôi là một biến dạng của bảo hiểm sức khỏe con người, tuy nhiên, bảo hiểm vật nuôi thực chất là một hình thức bảo hiểm tài sản thế nên, bảo hiểm vật nuôi sẽ hoàn lại tiền cho chủ sở hữu sau khi vật nuôi đã được chăm sóc và chủ sở hữu gửi yêu cầu cho công ty bảo hiểm. Các chính sách bảo hiểm vật nuôi chủ yếu bảo hiểm cho chó, mèo và ngựa mặc dù các loài thú nuôi độc lạ có thể được bảo hiểm.

### Tính chất
Có một số khác biệt chính giữa bảo hiểm thú cưng và bảo hiểm sức khỏe con người được quản lý. Bảo hiểm thú cưng thực sự là một hình thức bảo hiểm tài sản hơn là bảo hiểm y tế. Điều này là do vật nuôi được xem là tài sản. Bảo hiểm thú cưng sẽ không bao gồm các điều kiện trước đó, điều này là cần thiết để tránh chủ vật nuôi bảo hiểm động vật với các điều kiện sức khỏe đắt tiền, hiện có. Các công ty bảo hiểm chủ yếu tập trung vào chó và mèo dù họ cũng cung cấp các chính sách bảo hiểm cho nhiều loại thú cưng khác. Dù vẫn cung cấp các chính sách bảo hiểm cho nhiều loại thú cưng khác nhưng các công ty bảo hiểm thú cưng tại Mỹ chủ yếu tập trung vào chó và mèo.
Ở Việt Nam, thực tế, bảo hiểm cho vật nuôi là sản phẩm bảo hiểm trách nhiệm dân sự của chủ vật nuôi. Đối tượng bảo hiểm là trách nhiệm dân sự của người được bảo hiểm phải trả cho người thứ ba phát sinh trực tiếp từ vụ tai nạn gây ra bởi vật nuôi của người được bảo hiểm. Chủ vật nuôi là các cá nhân, đại diện hộ gia đình Đại diện trước pháp luật. Người được bảo hiểm là chủ vật nuôi được nêu trong giấy chứng nhận bảo hiểm, hợp đồng bảo hiểm. Còn người người bị thiệt hại thân thể do vật nuôi của người được bảo hiểm trực tiếp gây ra trong một vụ tai nạn (tấn công, cắn tay gây thương tật về thân thể) không bao gồm bố, mẹ, vợ, chồng, các con của người được bảo hiểm và những người được người bảo hiểm thuê để thực hiện việc quản lý, trông nôm và chăm sóc vật nuôi của người được bảo hiểm.
Công ty bảo hiểm sẽ bồi thường cho Người được bảo hiểm hoặc thay mặt người được bảo hiểm bồi thường cho người thứ ba các cho phí thuộc trách nhiệm bảo hiểm mà người được bảo hiểm có trách nhiệm phải trả cho người thứ ba phát sinh trực tiếp từ vụ tai nạn gây ra bởi vật nuôi của người được bảo hiểm. Các chi phí bảo hiểm bao gồm: Các chi phí tiêm phòng dại truyền huyết thanh theo quyết định của cơ quan y tế, cơ sở khám chữa bệnh; Các chi phí thực tế phát sinh cho một lần khám hoặc cấp cứu trong vòng 72 giờ kể từ khi bị tai nạn. Nhưng tối đa không quá 5% số tiền bảo hiểm ghi trong giấy chứng nhận bảo hiểm hợp đồng bảo hiểm trách nhiệm dân sự chủ vật nuôi.
Bảo hiểm thú cưng thường được thiết kế để trang trải tai nạn và bệnh tật. Tuy nhiên, bảo hiểm thú cưng đang tham gia vào nhiều tài sản của con người hơn và bắt đầu cung cấp các phương pháp điều trị thú cưng thông thường trong bảo hiểm, xu hướng này sẽ tiếp tục khi nhu cầu về bảo hiểm vật nuôi và số lượng các công ty bảo hiểm cung cấp đang tăng lên. Chủ sở hữu thú cưng có nhiều khả năng mua bảo hiểm thú cưng khi có một thành phần chăm sóc sức khỏe trong kế hoạch. Tăng bảo hiểm bảo hiểm thú cưng có thể được xem rộng rãi như một xu hướng tích cực cho phúc lợi động vật. Chủ sở hữu vật nuôi có nhiều khả năng đưa thú cưng của họ đi nhận y tế khi phải đối mặt với một căn bệnh nghiêm trọng hoặc tai nạn nếu chúng được bảo hiểm. Chủ sở hữu không có bảo hiểm có thể chọn cách từ chối thú cưng của họ, khi phải đối mặt với các hóa đơn y tế tương đương với hàng ngàn đô.

### Gói bảo hiểm
Các gói bảo hiểm thú cưng giúp bù đắp chi phí chăm sóc thú y là một sản phẩm lai. Cũng giống như bảo hiểm y tế, các gói bảo hiểm này thường chi trả cho các tai nạn và bệnh tật nhưng vì thú cưng là vật được sở hữu, nên về mặt kỹ thuật, nó cũng được xem như một dạng bảo hiểm tài sản giống như bảo hiểm nhà cửa và ô tô nhưng có một khác biệt: với bảo hiểm ô tô, tài xế không mong đợi gặp nhiều tai nạn còn các chủ thú cưng sẽ đem thú cưng đi khám ở bác sĩ thú y mỗi lần chúng gặp vấn đề về sức khỏe. Mức phí bảo hiểm có thể lên đến 150 đô la/tháng Nói chung mức phí bảo hiểm hàng tháng cho thú cưng ở Mỹ dao động từ 25-150 đô la/tháng tùy theo mức miễn bồi thường mà người mua bảo hiểm chấp nhận (mức chi phí chăm sóc bệnh tật thú cưng được miễn bồi thường).
Một trong những bài học mà công ty bảo hiểm rút ra sau nhiều năm kinh doanh là các giống thú cưng khác nhau có những vấn đề sức khỏe khác nhau, ví dụ như giống chó săn Golden Retriever (chó nhặt lông vàng) thường dễ mắc bệnh ung thư hơn các giống khác. Những thông tin như vậy cùng thông tin nơi sinh sống của thú cưng giúp các công ty định giá phí bảo hiểm. Ở New York, nơi có dịch vụ chăm sóc sức khỏe thú cưng ở một tầng cấp cao hơn so với hầu hết những nơi khác trên, chi phí bảo hiểm cho các thú cưng có mức cao hơn, gói bảo hiểm cho một giống chó lai ở Manhattan, New York sẽ có mức phí 76 đô la/tháng nhưng con số này ở thành phố Mobile, bang Alabama chỉ 34 đô la/tháng. Một số yếu tố ảnh hưởng đến chi phí bảo hiểm thú cưng bao gồm:
- Bảo hiểm được cung cấp
- Loại vật nuôi được bảo hiểm
- Tuổi của động vật
- Vị trí địa lí nơi thú cưng được nuôi
- Rủi ro trong nhà và ngoài trời
- Thời hạn của chính sách
- Công ty bảo lãnh bảo hiểm

Giống như bảo hiểm sức khoẻ con người, bảo hiểm vật nuôi cũng có một loạt gói bảo hiểm tùy chọn. Gói bảo hiểm cơ bản cho một số bệnh tật và tai nạn có giá 20USD/tháng hoặc ít hơn, ngoài ra còn có các chính sách chăm sóc toàn diện hơn bao gồm: chăm sóc sức khoẻ định kỳ hàng năm, chủng ngừa, thử máu và một loạt các phương pháp điều trị có phí khoảng 63USD/ tháng. Chi phí cho mèo thường thấp hơn cho chó. Nhiều công ty bảo hiểm vật nuôi đòi hỏi nhiều hơn cho các giống có nguy cơ mắc bệnh, như bệnh ung thư hoặc bệnh tim. Một con chó lớn, như giống chó Đan Mạch, sẽ phải trả chi phí bảo hiểm nhiều hơn giống chó nhỏ con như Chihuahua. Hầu hết bảo hiểm vật nuôi chủ yếu dành cho thương tích và bệnh tật chứ không phải cho sức khỏe, khi mua cần xem khoản khấu trừ, đồng thanh toán và chính sách bảo hiểm vật cưng suốt đời hay kết thúc ở độ tuổi nhất định.
Đánh giá và so sánh các kế hoạch bảo hiểm thú cưng là việc cần thiết để tìm ra kế hoạch phù hợp với nhu cầu của chủ sở hữu vật nuôi. Cũng như bảo hiểm sức khỏe con người, thường có một khoản khấu trừ (deductible) là chi phí tự trả trước khi bảo hiểm bắt đầu. Hầu hết các nhà cung cấp sẽ căn cứ khoản thanh toán phí bảo hiểm dựa trên chi phí chăm sóc thú y trung bình trong khu vực của chủ sở hữu. Ngoài ra, chính sách có thể không bao gồm tất cả các thủ tục thú y. Để san sẻ chi phí hàng năm và các trường hợp khẩn cấp bất ngờ, chủ sở hữu thú cưng có thể mua một chính sách sẽ tiết kiệm một số chi phí tự trả. Cũng như bảo hiểm chăm sóc sức khỏe của con người, chủ vật nuôi sẽ trả một khoản phí hàng năm hoặc hàng tháng được gọi là phí bảo hiểm.

## Thị trường

### Tiền năng
Việc mua bảo hiểm cho vật nuôi là một phần trong xu hướng phát triển nhanh chóng của ngành thú y với các chương trình trợ cấp do người sử dụng lao động bảo trợ cho gia đình hoặc chó mèo (thậm chí cả thằn lằn hay lợn) chống lại tai nạn và bệnh tật. Đó là một khía cạnh của ngành công nghiệp bảo hiểm đang phát triển nhanh chóng. Nhưng một phần nhỏ các chủ nuôi thú cưng ở Mỹ có bảo hiểm vật nuôi. Số liệu ước tính của ngành công nghiệp cho thấy khoảng 1-2% trong tổng số gần 90 triệu con chó và hơn 94 triệu con mèo được bảo hiểm. Khoảng 5.000 công ty, trong đó có Microsoft, Yahoo, Xerox và Hewlett-Packard, hiện đang cung cấp một phần hoặc toàn bộ chi phí bảo hiểm thú cưng, nhằm thu hút, tăng thêm tình cảm giữa con người và vật nuôi. Bảo hiểm vật nuôi là một thay đổi tích cực cho nhiều chủ nuôi thú cưng
Ở Bắc Mỹ, ước tính có 6500 công ty hiện đang cung cấp bảo hiểm vật nuôi. Số lượng thú cưng ở Mỹ được bảo hiểm cũng tăng mạnh, lên con số 1,83 triệu. Khoảng 12 công ty đang bán bảo hiểm thú cưng ở Mỹ và đứng đầu thị trường này là Nationwide, Trupanion và Healthy Paws trên thị trường bảo hiểm thú cưng. Năm 2008, Trupanion bắt đầu bán bảo hiểm thú cưng, còn công ty Healthy Paws được thành lập vào năm 2010. Năm 2009, công ty bảo hiểm Nationwide bắt đầu nhảy sang lĩnh vực này sau khi thâu tóm công ty bảo hiểm thú cưng Veterinary Pet Insurance. Trupanion đang bảo hiểm cho 472.000 thú cưng và tính phí bảo hiểm dựa trên giống và độ tuổi của chúng như các công ty bảo hiểm thú cưng khác.
Các công ty bảo hiểm ở Singapore hiện có nhiều gói bảo hiểm cho thú cưng, giá từ 75-750 SGD, với nhiều khoản chi trả như chi phí điều trị, bồi thường cho bên thứ ba hay thậm chí mai táng thú cưng qua đời. Các gói bảo hiểm cho thú cưng thường có giá từ vài chục đến vài trăm đôla Singapore (SGD), các công ty bảo hiểm dự báo nhu cầu mua bảo hiểm cho thú cưng tại Singapore sẽ ngày càng tăng. Theo Hiệp hội bảo hiểm sức khỏe thú cưng Bắc Mỹ (NAPHIA) từ năm 2016 đến 2017, số lượng phí bảo hiểm tăng 23%, tương đương với 1,2 tỷ đô la tổng phí bảo hiểm. Trong tổng số 2,1 triệu thú cưng ở Bắc Mỹ đã được bảo hiểm vào cuối năm 2017 dẫn đến mong muốn tăng trưởng trong thị trường bảo hiểm thú cưng có vẻ mạnh mẽ không kém. 

### Tăng trưởng
Thị trường bảo hiểm thú cưng vẫn kém xa về giá trị so với các thị trường bảo hiểm ô tô, nhà cửa và y tế nhưng đang tăng trưởng nhanh và nhiều dư địa tăng trưởng. Tổng doanh thu bảo hiểm thú cưng ở Mỹ từng tăng 23%. Con số 1,83 triệu thú cưng được bảo hiểm chỉ tương đương 1% lượng chó, mèo đang được nuôi ở Mỹ, do vậy, các công ty bảo hiểm kỳ vọng đà tăng trưởng sẽ còn tiếp tục. Có 12 triệu con chó và mèo được chào đời hằng năm. Do đó, thị trường bảo hiểm thú cưng vẫn còn dư địa tăng trưởng lớn. Một thước đo để thẩm định tiềm năng thị trường bảo hiểm thú cưng là nước Anh, nơi 25% chó và mèo được mua bảo hiểm. Năm 2017, người Mỹ nuôi 94,2 triệu con mèo và 89,7 triệu con chó, chiếm gần 50% trong 393 triệu thú cưng được nuôi ở Mỹ nếu tính cả chim, các loài bò sát và các động vật lớn khác như heo, ngựa.
Theo một dự báo, thị trường bảo hiểm thú cưng được cho là sẽ tăng 13,5% cho đến năm 2025, đạt tổng quy mô thị trường là 8,84 tỷ USD mỗi năm. Độ bao phủ chung của vật nuôi hiện tương đối thấp với khoảng 1-2% thú cưng ở Hoa Kỳ hiện được bảo hiểm. Ở một số thị trường châu Âu bảo hiểm thú cưng được thiết lập tốt hơn đáng kể, tại Vương quốc Anh, ước tính rằng hiện tại chỉ dưới một phần ba số vật nuôi được bảo hiểm, phần lớn là vì bảo hiểm thú cưng đã được cung cấp ở châu Âu lâu hơn ở Mỹ. Ở một số nước châu Âu bảo hiểm trách nhiệm cho vật nuôi được yêu cầu bởi pháp luật là bảo hiểm thú cưng đã trở thành một điều phải làm. Những chỉ số tương tự là khá thấp cho thị trường Bắc Mỹ có nghĩa là vẫn còn nhiều phạm vi cho sự tăng trưởng giữa các chủ vật nuôi hiện có.
Một lý do khiến thị trường bảo hiểm thú cưng phát triển là các dịch vụ điều trị thú y ngày càng đắt đỏ. Chi phí chăm sóc sức khỏe thú cưng định kỳ không tăng nhưng sẽ thấy chi phí tăng cao nếu thú cưng cần sự chăm sóc đặc biệt. Chi phí chăm sóc thú cưng ngày càng đắt đỏ, khiến nhiều người Mỹ mua bảo hiểm cho những con vật cưng này, mức phí bảo hiểm trung bình hàng tháng cho thú cưng ở Mỹ dao động từ 25–150 USD/tháng. Trung bình khoảng 3 hộ gia đình Mỹ lại có 2 hộ nuôi thú cưng. Năm 2017, người Mỹ chi tổng cộng 17 tỷ USD cho dịch vụ chăm sóc thú y. Các vụ tai nạn hay bệnh tật có thể khiến chi phí nuôi dưỡng chúng tốn kém gấp bội và để bù đắp chi phí, ngày càng có nhiều gia đình ở Mỹ nhờ cậy đến các gói bảo hiểm thú cưng, một sản phẩm bảo hiểm dành cho thị trường ngách đã lần đầu tiên đạt doanh thu hơn 1 tỉ đô la. Một yếu tố khác thúc đẩy bảo hiểm thú cưng là các công ty bảo hiểm đưa ra đề nghị bảo hiểm thú cưng cho nhân viên của họ.